# 赤松健

赤松 健（あかまつ けん、1968年〈昭和43年〉7月5日 - ）は、日本の政治家、漫画家、実業家、創作関連ロビイスト。自由民主党所属の参議院議員（1期）。文部科学大臣政務官兼復興大臣政務官。赤松スタジオ代表、株式会社Jコミックテラス取締役会長、日本漫画家協会常務理事、表現の自由を守る会最高顧問。
愛知県名古屋市生まれ。その後、父の転勤で山形県、東京都北区、熊本県、東京都東久留米市、川崎市に転居。1993年に漫画家デビューし、主に『週刊少年マガジン』（講談社）にて作品を発表していた。自作品のコミックス累計発行部数は全世界で5000万部を超えている。2022年7月に行われた第26回参議院議員通常選挙で当選し、漫画家として初めての国会議員となった。

## 経歴

### 生い立ち
1968年7月5日、愛知県名古屋市生まれ。農林水産省の官僚だった父の転勤で山形県、東京都北区、熊本県、東京都東久留米市、川崎市に在住した。
海城高等学校を経て、中央大学文学部文学科国文学専攻を卒業。高校時代はマイコン部（部長）に所属。マイコン部在籍時の1985年には、PC-8801向けにアクションRPG『PALADIN』を制作した（発売元はボーステック）。大学ではアニメーション研究会、漫画研究会、映画研究会に所属した。

### 漫画家
1993年、『ひと夏のKIDSゲーム』で第50回週刊少年マガジン新人漫画賞入選。審査員特別賞を受賞し、漫画家生活に入る。
『A・Iが止まらない!』・『ラブひな』（第25回講談社漫画賞受賞）で人気を確立。美少女ラブコメディものに本領を示し、その成果は『魔法先生ネギま!』に結晶。アニメやCD化などのメディアミックスがされている。2013年より、週刊少年マガジン→別冊少年マガジン誌上にて『UQ HOLDER!』を連載し、2022年に完結した。
また、ユニクロから『週刊少年マガジン』と『週刊少年サンデー』創刊50周年を記念した「サンデー・マガジン コラボグラフィックTシャツ」の一枚として『ラブひな』と『魔法先生ネギま!』のコラボTシャツが2種類発売された。

### 政治家

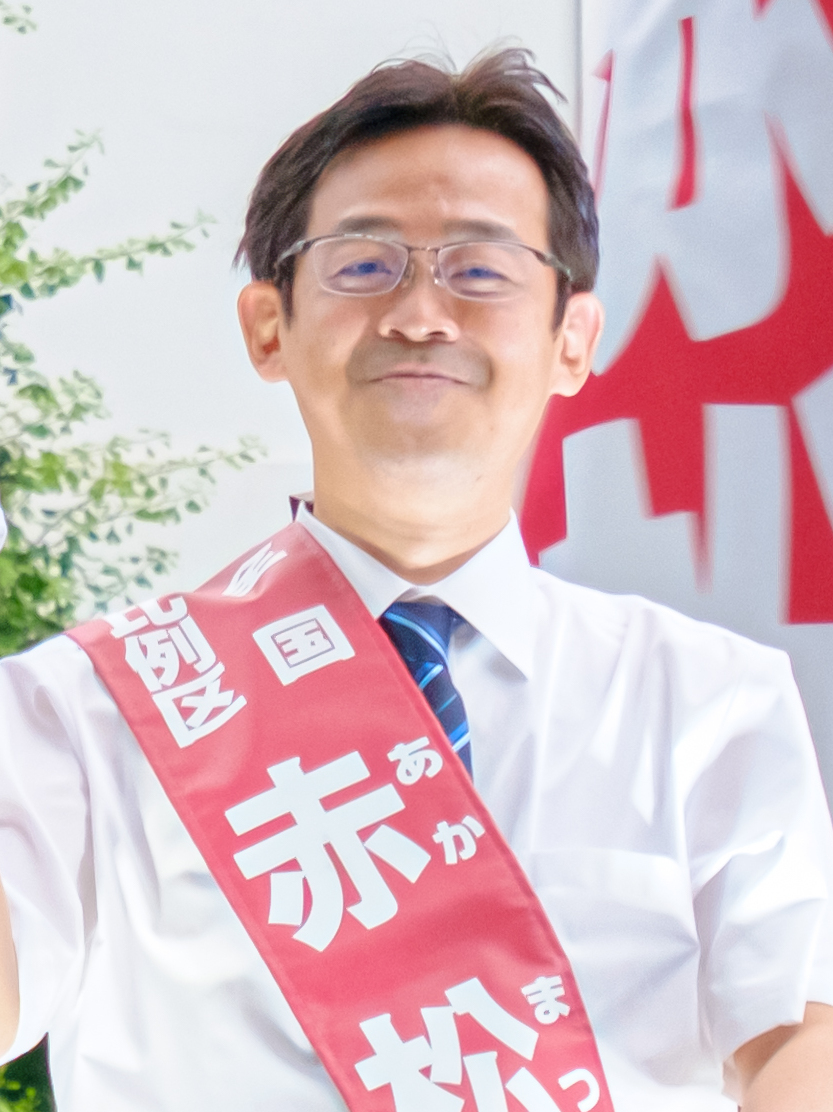
2022年7月撮影

2021年12月16日、翌年7月に行われる予定の参議院議員選挙に自由民主党から立候補する意向を自身のツイッターで発表し、同年12月22日に自民党から第26回参議院議員選挙の第2次公認候補（比例代表）として正式発表された。
立候補した理由として、漫画家時代から共闘していた山田太郎から参院選の改選期をずらした出馬を提案されたことが挙げている。山田が体調不良で倒れてしまったとしても、備えとしてカバーできること、またクリエイター出身である自身でしかできないことがあるとして、立候補の決意を固めた。
2022年7月10日実施の参院選で、自民党は比例区に特定枠2人を含め計33人の候補者を擁立し、18議席を獲得した。漫画・アニメ・ゲームなどの創作物に対する反表現規制を掲げて立候補した赤松は、比例区の全候補者中トップの得票数（52万8053票）を得て、初当選。漫画家初の国会議員となった。初当選した新人議員は各派閥から勧誘を受けるが、赤松は表現の自由を強固に訴え、献金なども受けないことを明言していたため、当選後にまったく勧誘されなかったという。
政界進出後は、「漫画、アニメに国境はない」という持論から海外の漫画やアニメ、文化、コンテンツ、美術館、博物館などを視察するなどの「漫画外交」を展開。2024年11月13日、第2次石破内閣で文部科学大臣政務官兼復興大臣政務官に就任。
漫画外交の一環として、海外の要人と面会した際には直筆の似顔絵を進呈している。

## 著作権関連の活動

### 絶版漫画の配信事業
2010年、絶版漫画の電子書籍を無料、DRMフリーの広告モデルで配信する企業Jコミを設立、代表取締役社長に就任した。絶版になった漫画は中古で売買されているが、漫画家の利益にならない。また、ファイル共有ソフトやスキャンレーションなどによる違法流通も止められない状況になっていた。このような状況でも漫画家が利益が得られるよう、「絶版マンガの図書館」を作る意向である。設立の際、週刊少年マガジン（講談社）との専属契約を解除した。また、実験として『ラブひな』全14巻を無料公開し、1週間で170万ダウンロードされたという。

### 同人マーク

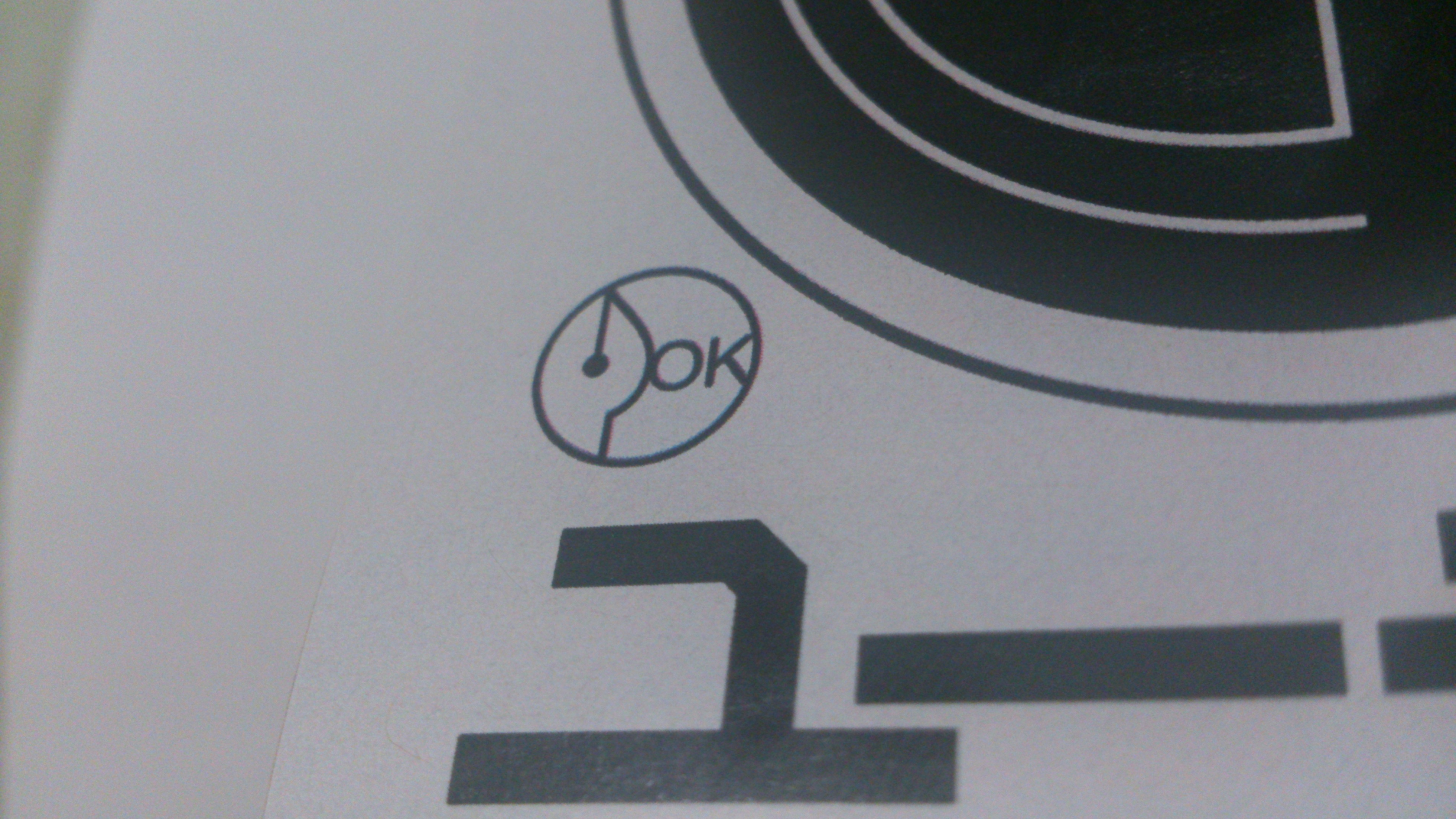
UQ HOLDER!のタイトルロゴの左下に配置された同人マーク。

二次創作や権利関係を円滑にするための模索・講義も行っており、その一つとして2013年に二次創作同人誌作成や同人誌即売会での無断配布を有償・無償問わず原作者が許可する意思を示すための同人マークという新たなライセンスがコモンズスフィアによって公開された。
これは環太平洋戦略的経済連携協定（TPP）交渉で非親告罪化される可能性が言及され、実際に非親告罪化された場合に第三者による告発などで権利者が黙認したいケースでも訴訟に発展するなどの事態を防ぐことを目的に赤松が発案したもので、自身の作品で『週刊少年マガジン』2013年39号（同年8月28日発売）より連載開始の『UQ HOLDER!』で採用している。

### 広告代理店を提訴
漫画の海賊版サイト「漫画村」に広告料を支払い出稿していた広告代理店2社に対し、著作権侵害を助長したとして損害賠償を求める訴訟を起こした。2021年12月21日、東京地方裁判所は赤松の主張を認め、請求通り1100万円の支払いを命じる判決を言い渡した。2022年6月29日、知的財産高等裁判所は1審東京地裁判決を支持し、広告代理店側の控訴を棄却した。

## 表現規制反対活動

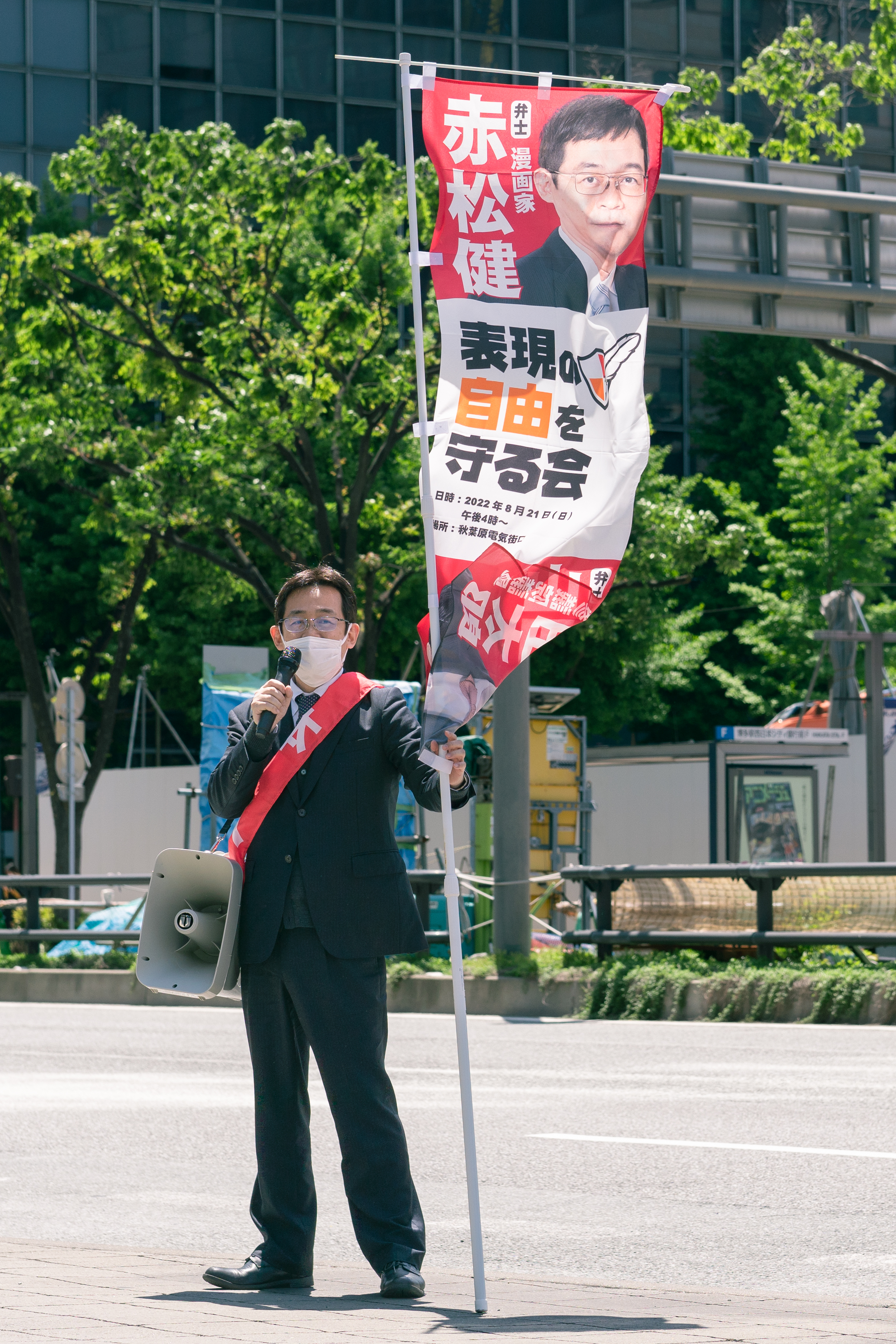
第26回参議院議員通常選挙にあたり博多駅前で街頭演説する赤松（のぼり旗には山田太郎も掲載）

漫画家として活動していた傍ら、創作物の表現が規制される可能性のある児童ポルノ禁止法の改正や著作権侵害の非親告罪化が浮上した際には、表現の自由を求めてロビー活動を行っていた。
2010年11月29日、東京都青少年健全育成条例の改正にあたって、いわゆる非実在青少年が問題になった際には、ニコニコ動画の討論配信に現役漫画家として参加し、非実在青少年や児童ポルノを漫画業界がどのように受け止めているか意見を述べた。
2013年5月30日には、漫画家のちばてつやと松本零士を伴って議員会館を訪れ、当時民主党の代表であった海江田万里を含む与野党の議員と面会し、児童ポルノ禁止法の対象に漫画やアニメなどの創作物を含めることを規定した附則第2条の文言の削除を求めた。この文言はその後、削除された。
表現の自由を守るため、赤松と同じく表現規制反対派議員である山田太郎が結成した「表現の自由を守る会」の最高顧問に就任し、表現規制に対して反対活動を続けている。

## 政策・主張

### 憲法
- 憲法改正について、2022年のNHKのアンケートで「賛成」と回答[36]。
- 9条改憲について、2022年の毎日新聞社のアンケートで「改正して、自衛隊の存在を明記すべきだ」と回答[37]。9条への自衛隊の明記について、2022年のNHKのアンケートで「賛成」と回答[36]。
- 憲法を改正し緊急事態条項を設けることについて、2022年のNHKのアンケートで「どちらともいえない」と回答[36]。

### 外交・安全保障
- 敵基地攻撃能力を持つことについて、2022年のNHKのアンケートで「どちらかといえば賛成」と回答[36]。
- 普天間基地の辺野古移設について、2022年の毎日新聞社のアンケートで「どちらかといえば賛成」と回答[37]。
- ロシアは2022年2月24日、ウクライナへの全面的な軍事侵攻を開始した[38]。日本政府が行ったロシアに対する制裁措置についてどう考えるかとの問いに対し、2022年のNHKのアンケートで「適切だ」と回答[36]。同年の毎日新聞社のアンケートで「今の制裁で妥当だ」と回答[37]。
- 2022年6月7日、政府は経済財政運営の指針「骨太方針」を閣議決定した。NATO加盟国が国防費の目標としている「GDP比2％以上」が例示され、防衛力を5年以内に抜本的に強化する方針が明記された[39]。「防衛費を今後どうしていくべきだと考えるか」との問いに対し、2022年のNHKのアンケートで「ある程度増やすべき」と回答[36]。
- 徴用工訴訟問題や慰安婦問題などをめぐり日韓の対立が続くなか、関係改善についてどう考えるかとの問いに対し、2022年の毎日新聞社のアンケートで「互いに譲歩すべきだ」と回答[37]。

### ジェンダー
- 選択的夫婦別姓制度の導入について、2022年のNHK、毎日新聞社のアンケートで「賛成」と回答[36][37]。
- 同性婚を可能とする法改正について、2022年のNHK、毎日新聞社のアンケートで「賛成」と回答[36][37]。
- クオータ制の導入について、2022年のNHKのアンケートで「反対」と回答[36]。

### その他
- アベノミクスについて、2022年の毎日新聞社のアンケートで「評価するが、修正すべきだ」と回答[37]。
- 「原子力発電への依存度を今後どうするべきか」との問題提起に対し、2022年のNHKのアンケートで「下げるべき」と回答[36]。
- 国会議員の被選挙権年齢の引き下げについて、2022年の毎日新聞社のアンケートで「賛成」と回答[37]。
- インボイス制度の反対[40]。
- アニメ・漫画等の創作物の表現規制に反対[41]。
- アニメ・漫画等を活用して外交を行う[41][注 2]。
- フリーランスへの支援強化[42]。

## 人物
血液型はB型。

### 実弟
実弟である赤松智は、旧スクウェア（現・スクウェア・エニックス）の社員で、『デュープリズム』や『FFX』や『FFX-2』や『キングダム ハーツ』、PS2の『半熟英雄』などの音楽プログラムをしていた。

### 同人活動
『魔法先生ネギま!』の頃まで『Level-X』（レベルテン）という同人サークルを主宰していたが、プロとしての仕事が忙しくなったのでやめた。大学入学まで、同人誌即売会参加経験は無かった。逆に他の作家が自分の作品の同人誌を執筆する事はたとえ成人向け表現を含むものであっても歓迎するスタンス。また、同人誌上ではあるが『ドージンワーク』のヒロユキと対談したこともある。また、大暮維人とも仲が良く、『マガジン』で対談したり、大暮作の『エアギア』では『ネギま!』のエピソードがまるまるコピーで使用され、キャラの心を変えるというコラボともとれるものを描いた。また、サンデー・マガジン50周年期間ではサンデーで「ハヤテのごとく!」を連載している畑健二郎とも対談し、コラボイラストを共に描いた（これがきっかけで友好関係になり、2011年8月に公開された両者の劇場版アニメが史上初の同時上映を果たすことになる）。

### 家庭
妻は赤松佳音で、長女・次女を持つ二児の父である。長女は小学校を四年間以上不登校であり、長女が漫画作品に救われたこと、不登校家庭の当事者であることも政治家としての表現規制反対や不登校支援につながっている。

## アシスタント
- 綾永らん（元アシスタントだが、上記の通りデザイン協力をしたりヘルパー参加することがある）
- まぎぃ
- MAX
- みのる
- 山下
- みつはし

## 作品一覧

### ゲーム
- パラディン（1985年、ボーステック、PC-8801版）

### 漫画
- ひと夏のKIDSゲーム（1993年、マガジンFRESH、読み切り）
- A・Iが止まらない!（1994年 - 1997年、週刊少年マガジン→マガジンSPECIAL）
- いつだってMyサンタ!（1998年、週刊少年マガジン、読み切り）
- ラブひな（1998年 - 2001年、週刊少年マガジン）
- 魔法先生ネギま!（2003年 - 2012年、週刊少年マガジン）
  - ネギま!?neo（2006年 - 2009年、コミックボンボンおよびマガジンSPECIAL、原作）
  - ネギほ(幼)文（2010年 - 2011年、別冊少年マガジン、原作）
- UQ HOLDER!（2013年 - 2022年、週刊少年マガジン→別冊少年マガジン）

### テレビアニメ
- 陸上防衛隊まおちゃん（2002年、原作）
- 寄宿学校のジュリエット 第10話（2018年、エンドカード）
- かくしごと 第3話（2020年、素材協力）
- 16bitセンセーション ANOTHER LAYER 第1話（2023年、エンドカード）

### 書籍
- 桑野雄一郎、赤松健 著、福井健策編 編『出版・マンガビジネスの著作権』（第2版）著作権情報センター〈エンタテインメントと著作権 ―初歩から実践まで― 4〉、2018年1月。ISBN 9784885260865。
- 山田太郎、赤松健『「表現の自由」の闘い方』星海社、2022年3月24日。ISBN 9784065270844。
- 赤松健『マンガでたのしく！国会議員という仕事』筑摩書房、2024年6月7日。ISBN 9784480684851。

## 出演
- ラブひな（2000年、テレビ東京系） - 赤松先生 役[45]
- ラブひなクリスマスSPECIAL! 〜サイレント・イブ〜（2000年、テレビ東京系） - 赤松先生 役[46]
- ラブひな春スペシャル 〜キミサクラチルナカレ!!〜（2001年、テレビ東京系） - 赤松先生 役[47]

## その他の活動
- 講談社漫画賞・選考委員 - 第40回（2016年）から第44回（2020年）まで

## 選挙歴
| 当落 | 選挙                     | 執行日         | 年齢 | 選挙区       | 政党       | 得票数     | 得票率 | 定数 | 得票順位 /候補者数 | 政党内比例順位 /政党当選者数 |
| ---- | ------------------------ | -------------- | ---- | ------------ | ---------- | ---------- | ------ | ---- | ------------------ | ---------------------------- |
| 当   | 第26回参議院議員通常選挙 | 2022年07月10日 | 54   | 参議院比例区 | 自由民主党 | 52万8053票 | 2.89%  | 50   | /                  | 3/18                         |